# Yu-Gi-Oh! The Movie Soundtrack
| Đánh giá chuyên môn | Đánh giá chuyên môn |
| Nguồn đánh giá      | Nguồn đánh giá      |
| Nguồn               | Đánh giá            |
| ------------------- | ------------------- |
| Allmusic            | [ 1 ]               |

Yu-Gi-Oh! The Movie Soundtrack là soundtrack album của phim Yu-Gi-Oh! The Movie: Pyramid of Light, được phát hành vào ngày 10 tháng 8 năm 2004 trên RCA trên Audio CD và Compact Cassette.

## Track listing
| STT | Nhan đề               | Sáng tác                                                                                          | Thể hiện              | Thời lượng |
| --- | --------------------- | ------------------------------------------------------------------------------------------------- | --------------------- | ---------- |
| 1.  | "You're Not Me"       | John Siegler                                                                                      | Marty Bags            | 3:16       |
| 2.  | "For the People"      | Will Adams, Taz Arnold, Paul "DJ White Shadow" Blair, Jamie A. Dávila "Tame" Gómez, Shafiq Husayn | The Black Eyed Peas   | 4:01       |
| 3.  | "One Card Short"      | John Siegler, Paul "DJ White Shadow" Blair                                                        | James Chatton         | 3:50       |
| 4.  | "Step Up"             | Eddie Montilla                                                                                    | Jean Rodriguez        | 3:53       |
| 5.  | "Shadow Games"        | Wayne Sharpe                                                                                      | Trixie Reiss          | 3:32       |
| 6.  | "It's Over"           | Ronnie Riley                                                                                      | Fatty Koo             | 3:49       |
| 7.  | "Blind Ambition"      | Russel Velazquez                                                                                  | The Deleted           | 3:18       |
| 8.  | "The Great Pretender" | Jon Frederik                                                                                      | The Jon Frederik Band | 3:14       |
| 9.  | "How Much Longer"     | Jen Scaturro                                                                                      | Jen Scaturro          | 3:12       |
| 10. | "U Better Fear Me"    | Russel Velazquez                                                                                  | The Deleted           | 4:17       |
| 11. | "Power Within"        | Wayne Sharpe                                                                                      | Dan Metreyeon         | 3:09       |
| 12. | "Believe In"          | Jake Siegler, Alex (Llocks) Walker                                                                | Skwib                 | 3:07       |
| 13. | "Yu-Gi-Oh! Theme"     |                                                                                                   | Wayne Sharpe          | 2:07       |